# IFreeTablet
El  iFreeTablet es un Tablet PC en el que se integra un PC de bajo coste con conexión TV, lo que le permite convertirse en un set-top-box y en un sistema de control
de otros dispositivos y electrodomésticos que soporten la tecnología digital.
El iFreeTablet es un proyecto sin ánimo de lucro promovido por el grupo de investigación EATCO de la Universidad de Córdoba (España), la Fundación Red Especial España (FREE) y la Asociación de Entidades de Tecnología de Apoyo para la Autonomía Personal (AETAP) en colaboración con las empresas de base tecnológica CPMTI S.L. y CIMA S.L. (Centro de Innovación Multimedia y Animación).
Con iFreeTablet, la interacción Persona-PC/TV se realiza de forma multimodal y ubicua a través de una pantalla táctil, una cámara web, un sistema de reconocimiento de voz, movimientos y gestos, y un sistema RFID o un mando remoto (Sistema de Interacción Natural, iFreeSIN), que permitirán hacer desaparecer dispositivos inaccesibles o de alto coste como ratones, teclados o mandos especiales.

## Características técnicas
| Producto                 | iFreeTablet | iFreeTablet |
| ------------------------ | --- | --- |
| Fecha de lanzamiento     | Julio de 2011 | Julio de 2011 |
| Pantalla                 | 10.1” LED 16:9 | 10.1” LED 16:9 |
| Tarjeta de video         | 1024 x 600 píxeles                                                                                                | 1024 x 600 píxeles                                                                                                |
| Microprocesador          | Intel N455 1.5 GHz                                                                                                | Intel N455 1.5 GHz                                                                                                |
| Procesador gráfico       | Oak Trail | Oak Trail |
| Almacenamiento           | 16, 32 o 64 Gb | 16, 32 o 64 Gb |
| Memoria RAM              | 1 Gb (ampliable a 2 Gb)                                                                                           | 1 Gb (ampliable a 2 Gb)                                                                                           |
| Cámara                   | Frontal de 1.3 megapíxeles                                                                                        | Frontal de 1.3 megapíxeles                                                                                        |
| Conectividad             | Wi-Fi 802.11b/g/n Bluetooth 2.1 + EDR 3G HSDPA                                                                    | Wi-Fi 802.11b/g/n Bluetooth 2.1 + EDR 3G HSDPA                                                                    |
| Sensores                 | L-Sensor G-sensor Giroscopio de tres ejes, acelerómetro, sensores de proximidad y luz ambiental y brújula digital | L-Sensor G-sensor Giroscopio de tres ejes, acelerómetro, sensores de proximidad y luz ambiental y brújula digital |
| Entradas y Salidas       | USB 2.0 MiniHDMI, SIM, DC port, auriculares estéreo de 3.5 mm, altavoz integrado y micrófono                      | USB 2.0 MiniHDMI, SIM, DC port, auriculares estéreo de 3.5 mm, altavoz integrado y micrófono                      |
| Sistema operativo        | SieSTA GNU/Linux, Ubuntu                                                                                          | SieSTA GNU/Linux, Ubuntu                                                                                          |
| Batería                  | Hasta 8 horas | Hasta 8 horas |
| Aplicaciones específicas | Más de 300.000 aplicaciones                                                                                       | Más de 300.000 aplicaciones                                                                                       |
| Peso                     | 850 gramos | 850 gramos |
| Dimensiones              | 26,3 cm x 17 cm x 1,48 cm                                                                                         | 26,3 cm x 17 cm x 1,48 cm                                                                                         |

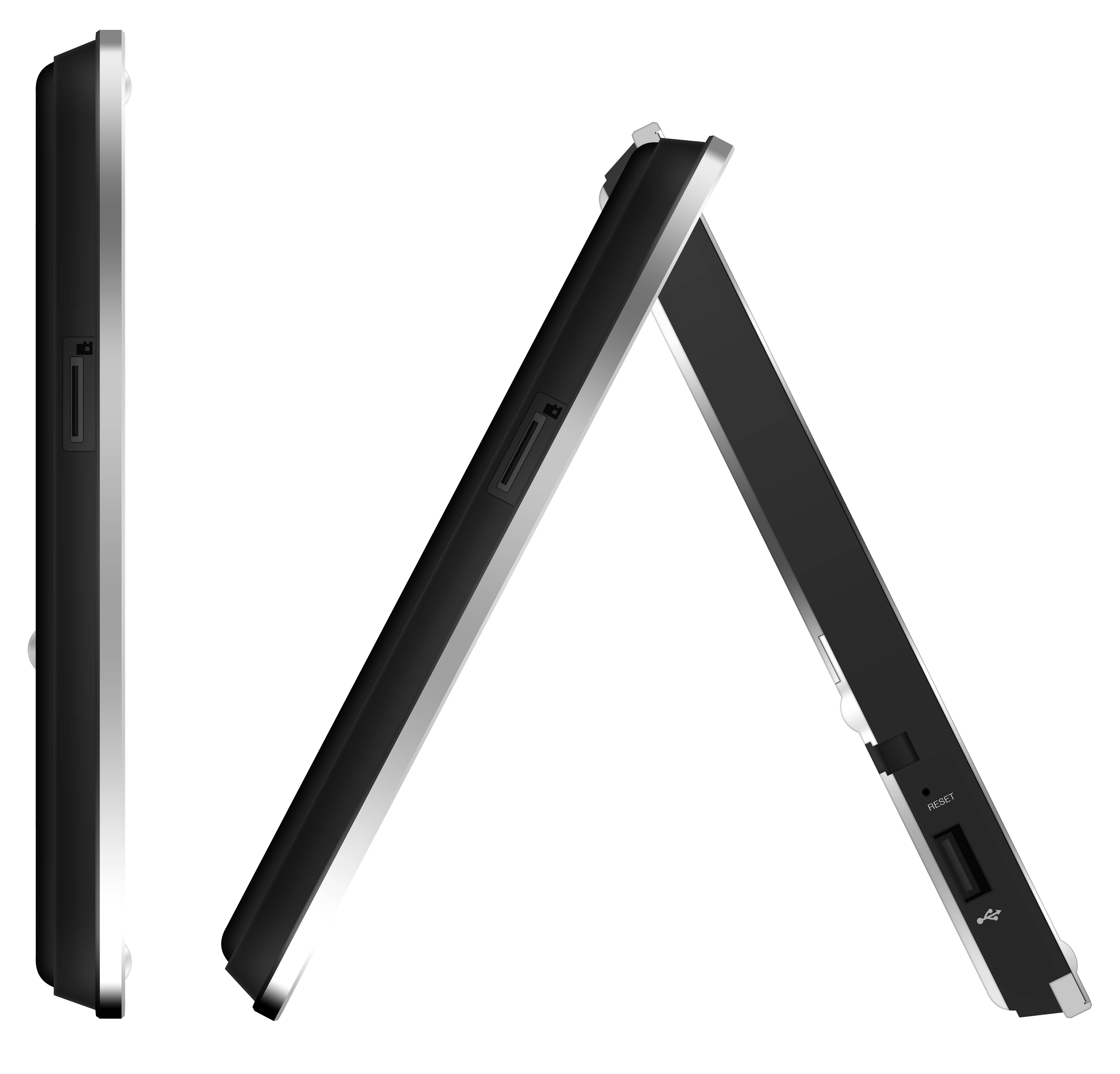
iFreeTablet vista lateral

## Software
Un sistema usando software libre y kernel Linux, denominado SIeSTA (Sistema Integrado de e-Servicios y Tecnologías de Apoyo) basado en el Escritorio de Concepto y en la plataforma Web IPTV Municipal, proyectos financiados por el Plan Avanza del Ministerio de Industria, Turismo y Comercio, la Consejería de Innovación, Ciencia y Empresa y Consejería de Educación de la Junta de Andalucía y el IMSERSO.
SIeSTA está basado en un nuevo concepto de escritorio, el Escritorio de Concepto, cuya principal idea es conseguir que la interacción de las personas en situación de dependencia (personas con discapacidad, mayores o "no conectadas") con el ordenador sea accesible, usable y adaptativa.